# بان هو

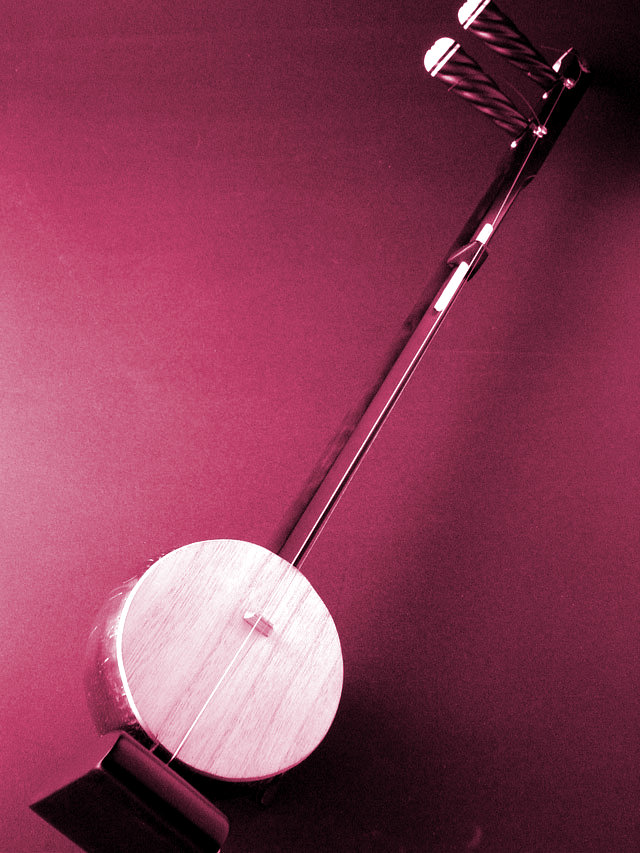

بان هو (板胡) هي آلة موسيقية صينية تعرف أيضا ب«بانغ هو» و«تشين هو» وغيرهما. نشأت مع الأوبرا الصينية المحلية «بانغ تسي تشانغ» وتطورت على أساس آلة هو تشين. تتميز آلة بان هو بقوة وجلاء صوتها بالمقارنة مع الآلات الوترية الصينية الأخرى، وتصلح للتعبير عن المشاعر الحماسية والحامية، وفي نفس الوقت يتحلى صوتها بالعذوبة واللطف. يرجع تاريخ آلة بان هو في الصين إلى ما قبل 300 سنة. وفي آوائل نشأتها انتشرت في مناطق شمال الصين بصورة رئيسية، حيث كانت تعزف في الأوبرات المحلية كآلة مصاحبة. وبسبب ارتباطها الوثيق بالأوبرات الصينية المحلية تستطيع هذه الآلة أن تجسد أساليب الموسيقى المحلية المختلفة في العزف المصاحب للأوبرات المحلية.